# Agenția Proprietății Publice
Agenția Proprietății Publice este o autoritate administrativă centrală din subordinea  Guvernului Republicii Moldova, are misiunea de a asigura implementarea politicii statului în domeniile administrării și deetatizării proprietății publice, precum și a parteneriatului public-privat, exercitând, în numele Guvernului, funcțiile de fondator al întreprinderilor de stat și de deținător de acțiuni (părți sociale) în societățile comerciale cu capital integral sau majoritar public, în modul stabilit și în limitele competențelor atribuite de cadrul normativ.

## Legături externe
- app.gov.md - Web site oficial